# Слободка Корочка
Слободка Корочка — деревня в Беловском районе Курской области. Входит в Корочанский сельсовет.

## География
Деревня находится на реке Корочка в бассейне Псла, в 74 км к юго-западу Курска, в 9 км к северо-востоку от районного центра — Белая, в 5 км от центра сельсовета — Корочка.
Улицы
В деревне улицы: Берёзовка, Комплекс, Кучанка, Советская.
Климат
Слободка Корочка, как и весь район, расположен в поясе умеренно континентального климата с тёплым летом и относительно тёплой зимой (Dfb в классификации Кёппена).

## Население
| 2002 | 2010 |
| ---- | ---- |
| 242  | ↘192 |

## Инфраструктура
Личное подсобное хозяйство. В деревне 128 домов.

## Транспорт
Слободка Корочка находится в 2,5 км от автодороги регионального значения 38К-028 (Обоянь — Суджа), в 1 км от автодороги межмуниципального значения 38Н-010 (Белая — Кривицкие Буды), в 22 км от ближайшей ж/д станции Псёл (линия Льгов I — Подкосылев).